# Ammanettato/Mamma schiavona
Ammanettato/Mamma schiavona, pubblicato nel 1968, è il 39° singolo di Mario Merola

## Descrizione
Il disco contiene due cover.

## Tracce
Lato A
- Ammanettato (Barrucci - Scotto - Di Carlo - Di Gennaro - Esposito)

Lato B
- Mamma schiavona (Acampora - De Crescenzo)